# Nazionale maschile under 19 di football americano dell'Austria
La Nazionale di football americano Under-19 dell'Austria è la selezione maschile di football americano della AFBÖ, che rappresenta l'Austria nelle varie competizioni ufficiali o amichevoli riservate a squadre nazionali Under-19.

## Risultati
Legenda: Grassetto: Risultato migliore, Corsivo: Mancate partecipazioni

## Dettaglio stagioni

### Amichevoli
| Stagione | Vin | Par | Per | Tot | PF  | PS | avversaria          |
| -------- | --- | --- | --- | --- | --- | -- | ------------------- |
| 2001     | 1   | 0   | 0   | 1   | 61  | 0  | Italia              |
| 2010     | 1   | 0   | 0   | 1   | 20  | 0  | Svezia              |
| 2011     | 1   | 0   | 0   | 1   | 57  | 0  | Serbia              |
| 2012     | 1   | 0   | 0   | 1   | 89  | 0  | Budapest Wolves U19 |
| Totale   | 4   | 0   | 0   | 4   | 227 | 0  |                     |

Fonte: americanfootballitalia.com

### Tornei

#### Campionato mondiale
| Stagione | regular season | regular season | regular season | regular season | regular season | regular season | playoff | playoff | playoff | playoff | playoff | playoff      | playoff    |
|          | Vin            | Par            | Per            | Tot            | PF             | PS             | Vin     | Per     | Tot     | PF      | PS      | risultato    | avversaria |
| -------- | -------------- | -------------- | -------------- | -------------- | -------------- | -------------- | ------- | ------- | ------- | ------- | ------- | ------------ | ---------- |
| 2012     | -              | -              | -              | -              | -              | -              | 1       | 2       | 3       | 47      | 77      | Quarto posto | Giappone   |
| 2014     | 2              | 0              | 1              | 3              | 88             | 43             | 0       | 1       | 1       | 30      | 31      | Quarto posto | Messico    |
| 2016     | 0              | 0              | 2              | 2              | 21             | 111            | 1       | 0       | 1       | 43      | 13      | Quinto posto | Australia  |
| Totale   | 2              | 0              | 3              | 5              | 109            | 154            | 2       | 3       | 5       | 120     | 121     |              |            |

Fonte: americanfootballitalia.com

#### Campionato europeo

##### Europeo ante 2022/Europeo A

###### Fase finale
| Stagione | regular season | regular season | regular season | regular season | regular season | regular season | playoff | playoff | playoff | playoff | playoff | playoff      | playoff       |
|          | Vin            | Par            | Per            | Tot            | PF             | PS             | Vin     | Per     | Tot     | PF      | PS      | risultato    | avversaria    |
| -------- | -------------- | -------------- | -------------- | -------------- | -------------- | -------------- | ------- | ------- | ------- | ------- | ------- | ------------ | ------------- |
| 1994     | 1              | 1              | 1              | 3              | 33             | 59             | 0       | 1       | 1       | 0       | 20      | Sesto posto  | Gran Bretagna |
| 2000     | 1              | 0              | 1              | 2              | 44             | 37             | 1       | 0       | 1       | 10      | 0       | Terzo posto  | Finlandia     |
| 2002     | 1              | 0              | 1              | 2              | 28             | 26             | 1       | 0       | 1       | 30      | 21      | Terzo posto  | Francia       |
| 2004     | 2              | 0              | 1              | 3              | 83             | 35             | 1       | 0       | 1       | 29      | 7       | Terzo posto  | Russia        |
| 2006     | 2              | 0              | 1              | 3              | 98             | 39             | 1       | 0       | 1       | 42      | 13      | Terzo posto  | Svezia        |
| 2008     | 1              | 0              | 2              | 3              | 51             | 30             | 1       | 0       | 1       | 20      | 16      | Quinto posto | Russia        |
| 2011     | 2              | 0              | 0              | 2              | 35             | 23             | 1       | 0       | 1       | 21      | 14      | Campioni     | Francia       |
| 2013     | -              | -              | -              | -              | -              | -              | 2       | 0       | 2       | 49      | 18      | Campioni     | Francia       |
| 2015     | -              | -              | -              | -              | -              | -              | 2       | 0       | 2       | 71      | 28      | Campioni     | Germania      |
| 2017     | -              | -              | -              | -              | -              | -              | 2       | 0       | 2       | 36      | 7       | Campioni     | Francia       |
| 2019     | -              | -              | -              | -              | -              | -              | 3       | 0       | 3       | 134     | 13      | Campioni     | Svezia        |
| 2022     | -              | -              | -              | -              | -              | -              | 2       | 0       | 2       | 36      | 17      | Campioni     | Svezia        |
| 2023     | -              | -              | -              | -              | -              | -              | 2       | 0       | 2       | 87      | 36      | Campioni     | Svezia        |
| Totale   | 10             | 1              | 7              | 18             | 372            | 249            | 19      | 1       | 20      | 565     | 210     |              |               |

Fonte: americanfootballitalia.com

###### Qualificazioni
| Stagione | regular season | regular season | regular season | regular season | regular season | regular season | playoff | playoff | playoff | playoff | playoff | playoff   | playoff    |
|          | Vin            | Par            | Per            | Tot            | PF             | PS             | Vin     | Per     | Tot     | PF      | PS      | risultato | avversaria |
| -------- | -------------- | -------------- | -------------- | -------------- | -------------- | -------------- | ------- | ------- | ------- | ------- | ------- | --------- | ---------- |
| 1998     | -              | -              | -              | -              | -              | -              | 0       | 1       | 1       | 13      | 16      |           | Svizzera   |
| 2000     | -              | -              | -              | -              | -              | -              | 2       | 0       | 2       | 76      | 0       |           | Svizzera   |
| 2004     | -              | -              | -              | -              | -              | -              | 1       | 0       | 1       | 54      | 12      |           | Svizzera   |
| 2006     | -              | -              | -              | -              | -              | -              | 1       | 0       | 1       | 53      | 7       |           | Italia     |
| Totale   | -              | -              | -              | -              | -              | -              | 4       | 1       | 5       | 196     | 35      |           |            |

Fonte: americanfootballitalia.com

### Riepilogo partite disputate
| Anno              | Luogo             | Evento     | Fase del torneo      | Incontro                  | Risultato |
| 1994              | Berlino           | Europeo    | Girone               | Finlandia - Austria       | 41 - 7    |
| 1994              | Berlino           | Europeo    | Girone               | Gran Bretagna - Austria   | 6 - 6     |
| 1994              | Berlino           | Europeo    | Girone               | Austria - Svizzera        | 20 - 12   |
| 1994              | Berlino           | Europeo    | Finale 5º - 6º posto | Gran Bretagna Austria     | 20 - 0    |
| 1998              | Svizzera          | Europeo    | Qualificazioni       | Svizzera - Austria        | 16 - 13   |
| 2000              | ?                 | Europeo    | Qualificazioni       | Italia - Austria          | 0 - 22    |
| 2000              | ?                 | Europeo    | Qualificazioni       | Austria - Svizzera        | 54 - 0    |
| 2000              | Berlino           | Europeo    | Girone               | Francia - Austria         | 21 - 17   |
| 2000              | Berlino           | Europeo    | Girone               | Russia - Austria          | 16 - 27   |
| 2000              | Berlino           | Europeo    | Finale 3º - 4º posto | Finlandia - Austria       | 0 - 10    |
| 2001              | Bolzano           | Amichevole |                      | Italia - Austria          | 0 - 61    |
| 2002              | Vienna            | Europeo    | Qualificazioni       | Austria - Paesi Bassi     | 42 - 6    |
| 2002              | Cumbernauld       | Europeo    | Girone               | Austria - Rep. Ceca       | 28 - 6    |
| 2002              | Cumbernauld       | Europeo    | Girone               | Austria - Russia          | 0 - 20    |
| 2002              | Cumbernauld       | Europeo    | Finale 3º - 4º posto | Austria - Francia         | 30 - 21   |
| 2004              | Graz              | Europeo    | Qualificazioni       | Austria - Svizzera        | 54 - 12   |
| 2004              | Mosca             | Europeo    | Girone               | Austria - Finlandia       | 36 - 0    |
| 2004              | Mosca             | Europeo    | Girone               | Svezia - Austria          | 14 - 33   |
| 2004              | Mosca             | Europeo    | Girone               | Germania - Austria        | 21 - 14   |
| 2004              | Mosca             | Europeo    | Finale 3º - 4º posto | Russia - Austria          | 7 - 29    |
| 2006              | Vienna            | Europeo    | Qualificazioni       | Austria - Italia          | 53 - 7    |
| 2006              | Stoccolma         | Europeo    | Girone               | Austria - Danimarca       | 35 - 14   |
| 2006              | Stoccolma         | Europeo    | Girone               | Rep. Ceca - Austria       | 0 - 42    |
| 2006              | Stoccolma         | Europeo    | Girone               | Germania - Austria        | 25 - 21   |
| 2006              | Stoccolma         | Europeo    | Finale 3º - 4º posto | Austria - Svezia          | 42 - 13   |
| 12 luglio 2008    | Siviglia          | Europeo    | Girone               | Danimarca - Austria       | 14 - 35   |
| 15 luglio 2008    | Siviglia          | Europeo    | Girone               | Finlandia - Austria       | 16 - 9    |
| 17 luglio 2008    | Siviglia          | Europeo    | Girone               | Germania - Austria        | 7 - 0     |
| 19 luglio 2008    | Siviglia          | Europeo    | Finale 5º - 6º posto | Russia - Austria          | 16 - 20   |
| 2010              | Vienna            | Amichevole |                      | Austria - Svezia          | 20 - 0    |
| 2011              | Vienna            | Amichevole |                      | Austria - Serbia          | 57 - 0    |
| 28 agosto 2011    | Siviglia          | Europeo    | Girone               | Germania - Austria        | 7 - 14    |
| 30 agosto 2011    | Siviglia          | Europeo    | Girone               | Austria - Danimarca       | 21 - 16   |
| 3 settembre 2011  | Siviglia          | Europeo    | Finale               | Austria - Francia         | 21 - 14   |
| 2012              |                   | Amichevole |                      | Austria - Budapest Wolves | 89 - 0    |
| 30 giugno 2012    | Austin            | Mondiale   | Quarti di finale     | Panama - Austria          | 0 - 40    |
| 4 luglio 2012     | Austin            | Mondiale   | Semifinale           | Austria - Stati Uniti     | 7 - 70    |
| 7 luglio 2012     | Austin            | Mondiale   | Finale 3º - 4º posto | Giappone - Austria        | 7 - 0     |
| 23 agosto 2013    | Düsseldorf        | Europeo    | Semifinale           | Germania - Austria        | 6 - 28    |
| 25 agosto 2013    | Colonia           | Europeo    | Finale               | Austria - Francia         | 21 - 12   |
| 7 luglio 2014     | Madinat al-Kuwait | Mondiale   | Girone               | Austria - Francia         | 24 - 7    |
| 10 luglio 2014    | Madinat al-Kuwait | Mondiale   | Girone               | Austria - Kuwait          | 64 - 0    |
| 13 luglio 2014    | Madinat al-Kuwait | Mondiale   | Girone               | Austria - Canada          | 7 - 36    |
| 16 luglio 2014    | Madinat al-Kuwait | Mondiale   | Finale 3º - 4º posto | Messico - Austria         | 31 - 30   |
| 25 giugno 2015    | Dresda            | Europeo    | Semifinale           | Austria - Danimarca       | 41 - 6    |
| 27 giugno 2015    | Dresda            | Europeo    | Finale               | Austria - Germania        | 30 - 22   |
| 30 giugno 2016    | Harbin            | Mondiale   | Girone               | Austria - Stati Uniti     | 14 - 65   |
| 3 luglio 2016     | Harbin            | Mondiale   | Girone               | Austria - Messico         | 7 - 46    |
| 9 luglio 2016     | Harbin            | Mondiale   | Finale 5º - 6º posto | Australia - Austria       | 13 - 43   |
| 14 luglio 2017    | Villepinte        | Europeo    | Semifinale           | Austria - Italia          | 19 - 0    |
| 16 luglio 2017    | Villepinte        | Europeo    | Finale               | Austria - Francia         | 17 - 7    |
| 29 luglio 2019    | Bologna           | Europeo    | Quarti di finale     | Austria - Spagna          | 61 - 7    |
| 1º agosto 2019    | Bologna           | Europeo    | Semifinale           | Danimarca - Austria       | 6 - 45    |
| 4 agosto 2019     | Bologna           | Europeo    | Finale               | Svezia - Austria          | 0 - 28    |
| 7 luglio 2022     | Vienna            | Europeo A  | Semifinale           | Austria - Danimarca       | 23 - 7    |
| 10 luglio 2022    | Vienna            | Europeo A  | Finale               | Svezia - Austria          | 10 - 13   |
| 9 aprile 2023     | Vienna            | Europeo A  | Semifinale           | Austria - Finlandia       | 45 - 12   |
| 16 settembre 2023 | Örebro            | Europeo A  | Finale               | Svezia - Austria          | 24 - 42   |

## Confronti con le altre Nazionali
Questi sono i saldi dell'Austria nei confronti delle Nazionali incontrate.

### Saldo positivo
| Nazionale   | Giocate | Vinte | Pareggiate | Perse | PF  | PS | Ultima vittoria | Ultimo pari | Ultima sconfitta |
| ----------- | ------- | ----- | ---------- | ----- | --- | -- | --------------- | ----------- | ---------------- |
| Danimarca   | 6       | 6     | 0          | 0     | 200 | 63 | 2022            | -           | -                |
| Svezia      | 6       | 6     | 0          | 0     | 178 | 61 | 2023            | -           | -                |
| Italia      | 4       | 4     | 0          | 0     | 155 | 7  | 2017            | -           | -                |
| Rep. Ceca   | 2       | 2     | 0          | 0     | 70  | 6  | 2006            | -           | -                |
| Kuwait      | 1       | 1     | 0          | 0     | 64  | 0  | 2014            | -           | -                |
| Serbia      | 1       | 1     | 0          | 0     | 57  | 0  | 2011            | -           | -                |
| Spagna      | 1       | 1     | 0          | 0     | 61  | 7  | 2019            | -           | -                |
| Panama      | 1       | 1     | 0          | 0     | 40  | 0  | 2012            | -           | -                |
| Paesi Bassi | 1       | 1     | 0          | 0     | 42  | 6  | 2002            | -           | -                |
| Australia   | 1       | 1     | 0          | 0     | 43  | 13 | 2016            | -           | -                |
| Francia     | 6       | 5     | 0          | 1     | 130 | 82 | 2017            | -           | 2000             |
| Svizzera    | 4       | 3     | 0          | 1     | 141 | 40 | 2004            | -           | 1998             |
| Russia      | 4       | 3     | 0          | 1     | 76  | 56 | 2008            | -           | 2002             |
| Finlandia   | 5       | 3     | 0          | 2     | 107 | 72 | 2023            | -           | 2008             |

### Saldo in pareggio
| Nazionale | Giocate | Vinte | Pareggiate | Perse | PF  | PS | Ultima vittoria | Ultimo pari | Ultima sconfitta |
| --------- | ------- | ----- | ---------- | ----- | --- | -- | --------------- | ----------- | ---------------- |
| Germania  | 6       | 3     | 0          | 3     | 107 | 88 | 2015            | -           | 2008             |

### Saldo negativo
| Nazionale     | Giocate | Vinte | Pareggiate | Perse | PF | PS  | Ultima vittoria | Ultimo pari | Ultima sconfitta |
| ------------- | ------- | ----- | ---------- | ----- | -- | --- | --------------- | ----------- | ---------------- |
| Gran Bretagna | 2       | 0     | 1          | 1     | 6  | 26  | -               | 1994        | 1994             |
| Giappone      | 1       | 0     | 0          | 1     | 0  | 7   | -               | -           | 2014             |
| Canada        | 1       | 0     | 0          | 1     | 7  | 36  | -               | -           | 2014             |
| Messico       | 2       | 0     | 0          | 2     | 37 | 77  | -               | -           | 2016             |
| Stati Uniti   | 2       | 0     | 0          | 2     | 21 | 135 | -               | -           | 2016             |